# John Gray (filosofo)
John Gray (South Shields, 17 aprile 1948) è un filosofo della politica inglese.

## Biografia
È stato professore di Pensiero Europeo alla London School of Economics fino al 2007. Discepolo di Isaiah Berlin, è noto per le sue polemiche contro il liberalismo e l'umanesimo. A livello accademico, la sua concezione di liberalismo agonistico si sviluppa a partire da una base etica di pluralismo dei valori che Gray ha ereditato da Berlin e sviluppato.
Tra i libri più influenti Gray ha scritto: "Alba bugiarda: il mito del capitalismo globale e il suo fallimento", dove sostiene che la globalizzazione dovuta al libero mercato è un progetto illuminista instabile che attualmente si sta disintegrando; "Cani di paglia", dove attacca l'umanesimo filosofico: secondo lui una visione del mondo che ha origine dalle religioni e "Black mass: Apocalyptic Religion and the Death of Utopia", una critica al pensiero utopistico nel mondo moderno.

## Opere
- Mill on Liberty: A Defence, London: Routledge & Kegan Paul, 1983, 1996
- Hayek on Liberty, Oxford: Basil Blackwell, 1986, 1998
- Liberalism (1986); trad. Liberalismo,  premessa all'edizione italiana di Pier Luigi Porta, Milano: Garzanti, 1989
- Liberalism: Essays in Political Philosophy, London-New York: Routledge, 1989
- Post-Liberalism: Studies in Political Thought, London-New York: Routledge, 1996
- Endgames: Questions in Late Modern Political Thought, London: Polity, 1997
- False Dawn: The Delusions of Global Capitalism (1998); trad. Alba bugiarda: il mito del capitalismo globale e il suo fallimento, Milano: Ponte alle Grazie, 1998
- Voltaire (serie "The Great Philosophers"), London: Routledge, 1999
- Straw Dogs: Thoughts on Humans and Other Animals (2002); trad. Cani di paglia, Milano: Ponte alle Grazie, 2003
- Al Qaeda and What It Means to Be Modern, New York: The New Press, 2003
- Heresies, London: Granta Books, 2004
- Black Mass: Apocalyptic Religion and the Death of Utopia, London: Allen Lane, 2007
- Gray's Anatomy, Toronto: Anchor Canada, 2009
- The Immortalization Commission: Science and the Strange Quest to Cheat Death , London: Allen Lane, 2011
- The Silence of Animals: On Progress and other Modern Myts, Allen Lane, 2013